# Irene Lucília
Irene Lucília Mendes de Andrade (Funchal, 6 de fevereiro de 1938) é uma escritora, poetisa e artista plástica portuguesa, natural da ilha da Madeira. É considerada uma das personalidades mais importantes da literatura contemporânea madeirense.

## Biografia
Frequentou a Academia de Música e Belas-Artes da Madeira e licenciou-se em pintura na Escola Superior de Belas-Artes de Lisboa, em 1968. Foi professora do ensino secundário e, entre 1962 e 1969, locutora na rádio Posto Emissor do Funchal, onde fez teatro radiofónico.
Em 2016, Irene Lucília Andrade recebeu da Presidência da República a Comenda da Ordem do Infante D. Henrique, «pela sua actividade cultural e literária e pelas suas qualidades de pedagoga». Os critérios de condecoração citam ainda:  "Pela sua obra vasta, rica e diversificada, Irene Lucília Mendes de Andrade é considerada uma autora que transporta a ilha na sua obra", diz o mesmo documento distribuído pelo representante da República. Acrescenta que "a sua vasta actividade cultural, em particular a literária, reconhecida a nível regional e nacional, de par com elevadas qualidades de pedagoga, contribuiu decisivamente para que seja no presente uma referência ímpar da Cultura na Região Autónoma da Madeira".